# Archiphysalis chamaesarachoides
Archiphysalis chamaesarachoides là loài thực vật có hoa trong họ Cà. Loài này được (Makino) Kuang mô tả khoa học đầu tiên năm 1966.